# Гіполіто Лаластра
Гіполіто Лаластра (ісп. Hipólito Lalastra Alcedo) — баскський підприємець, президент клубу «Депортіво Алавес» із міста Віторія-Гастейс. В 1977—1981 роках 24-й, за ліком, президент головного футбольного клубу Алави.

## Життєпис
Гіполіто Лаластра був із числа дрібної баскської знаті, його предки були місцевими латифундистами та промисловими магнатами, відтак і Гіполіто Лаластру обирали в різні громадські асоціації. Коли в місті постав спортивний клуб Лаластри стали його акціонерами-партнерами, і так триває покоління за поколінням.
Гіполіто Лаластра продовжував родинні фінансові справи і був активним партнером спортивного клубу, а поготів його обрали на початку 1977 року президентом клубу «Депортиво Алавес». Прийшовши до команди в часі тривалого перебування команди в Сегунді, йому необхідно було об'єднати тренерський штаб та футболістів задля здобуття путівки до ліги найсильніших — Ла-Ліги. Але ні Хосе Іглесіас Фернандесу, ні Хесусу Аранґурену (Jesús Aranguren), ні Хосе Марії Ґарсія де Андоїну (José María García de Andoin) не змогли підвищити команду в класі, але й нижче 10 місця алавесці не опускалися. Відтак, каденція Гіполіто Лаластри дійшла до кінця і він поступився місцем своїм партнерам, наступній знатній родині Ортіс де Сарате, зокрема їх представнику — Луїсу Ортіс де Сарате.
Але, поступившись посадою президента алавесців, Гіполіто Лаластра продовжував свої фінансові справи, окрім того сприяв спорту в столиці Алави, прививши й своїм нащадкам любов до спорту та клубу.